# Rock Dog
Pour plus de détails, voir Fiche technique et Distribution.
Rock Dog (en chinois: 摇滚藏獒) est un film d'animation sino-américaine réalisé par Ash Brannon, sorti en 2016. Le film s'inspire du roman graphique Tibetan Rock Dog, de Zheng Jun.

## Synopsis
Bodi, un Dogue du Tibet aux yeux écarquillés, va devenir le prochain gardien du village pour protéger un groupe de charmants moutons, mais il craint de ne pas pouvoir succéder à son père, Khampa.
Tout change lorsqu'une radio tombe littéralement du ciel et que Bodi écoute la musique de la légende du rock Angus Scattergood, et ouvre son cœur à un monde musical qu'il décide d'explorer.
Alors qu'il quitte la maison du village pour poursuivre son destin dans la grande ville, Bodi attire l'attention de Linnux, chef d'un groupe de loups affamés, qui pense que Bodi sera son ticket pour rentrer dans le village et capturer les moutons. C'est à Bodi de sauver sa famille et ses amis sans renoncer à son rêve nouvellement découvert.

## Fiche technique
- Titre original et français : Rock Dog
- Titre chinois : 摇滚藏獒
- Réalisation : Ash Brannon
- Scénario : Ash Brannon et Kurt Voelker, d’après une histoire originale d’Ash Brannon et Zheng Jun, adapté du roman graphique Tibetan Rock Dog de Zheng Jun
- Musique originale : Rolfe Kent
- Production : Amber Wang, David B. Miller, Rob Feng, Joyce Lou et Zheng Jun
- Montage : Ivan Bilancio et Ed Fuller
- Sociétés de production : Mandoo Pictures, Huayi Tencent Entertainment Company, Eracme Entertainment et Dream Factory Group
- Sociétés de distribution : Summit Entertainment (International), Lionsgate (États-Unis), Huayi Brothers (Chine)
- Pays de production :  Chine,  États-Unis et  Royaume-Uni
- Langue : anglais, mandarin
- Durée : 89 minutes
- Dates de sortie :
  -  Chine : 15 juin 2016 (Festival international du film de Shanghai)
  -  Chine : 8 juillet 2016
  -  États-Unis : 24 février 2017
  -  France : 14 juin 2017 (Festival international du film d'animation d'Annecy)
  -  Canada : 17 octobre 2017 (Première DVD et Blu-ray)
  -  France : 6 février 2018 (Première DVD et Blu-ray)
  -  France : 23 juin 2019

## Distribution

### Vois anglaises
Source
- Luke Wilson : Bodi
- J. K. Simmons : Khampa
- Eddie Izzard : Angus Scattergood
- Lewis Black : Linnux
- Sam Elliott : Fleetwood Yak
- Kenan Thompson : Riff
- Mae Whitman : Darma
- Jorge Garcia : Germur
- Matt Dillon : Trey

### Voix françaises
- Alexis Tomassian : Bodi
- Xavier Fagnon : Khampa
- Emmanuel Curtil : Angus Scattergood
- Paul Borne : Linnux
- Patrice Melennec : Fleetwood Yak
- Jacques Bouanich : Riff
- Zina Khakhoulia : Darma
- Christophe Lemoine : Germur
- José Luccioni : Trey

## Musique
Le 19 mars 2015, il a été confirmé que Rolfe Kent sera le compositeur du film.

## Accueil
Sur Rotten Tomatoes, le film est évalué à 39% sur la base de 36 notes, soit une moyenne de 5,3 / 10. Le site Web conclut, "Rock Dog est assez sympathique, mais son animation de second ordre et son histoire sans inspiration s'ajoute à un film dont les maigres charmes dépasseront tout le monde sauf les spectateurs les plus jeunes et les moins exigeants ". Sur Metacritic, qui attribue une moyenne pondérée aux critiques, le film obtient une note de 48 sur 100, basée sur 16 critiques, indiquant «des critiques mitigées ou moyennes». Les audiences sondées par CinemaScore lui donne une note de « B+ » sur une échelle de « A » à « F ».